# Monumenti nazionali (Portogallo)
Lista dei monumenti nazionali del Portogallo, indicati per regione, distretto e comune (eventualmente, accanto viene riportata anche la freguesia o la località); la legge o l'anno riportarto fra parentesi si riferisce alla certificazione del monumento come "nazionale".

## Regione Nord
- Santa Maria da Feira, Feira
  - Castelo de Santa Maria da Feira (Castello di Santa Maria da Feira, decreto 16/06/1910)

### Distretto di Braga
- Barcelos, Barcelos
  - Muralha de Barcelos (Muraglia di Barcelos, decreto del 19/02/1926)
- Braga, São João do Souto
  - Castelo de Braga (Castello di Braga, decreto del 23/06/1910)
- Celorico de Basto, Arnóia
  - Castelo de Arnóia (Castello di Arnóia, decreto del 15/03/1946)
- Guimarães, Oliveira do Castelo
  - Castelo de Guimarães (Castello di Guimarães, decreto del 27/08/1908)
  - Paço dos Duques de Bragança (Palazzo dei Duchi di Braganza, 1910)
- Póvoa de Lanhoso, Nossa Senhora do Amparo
  - Castelo de Lanhoso (Castello di Lanhoso, decreto del 23/06/1910)

### Distretto di Bragança
- Carrazeda de Ansiães
  - Castelo de Ansiães (Castello di Ansiães)

### Distretto di Vila Real
- Chaves
  - Castelo de Monforte (Castello di Monforte)
- Montalegre
  - Castelo de Montalegre (Castello di Montalegre)

## Regione Centro

### Distretto di Castelo Branco
- Belmonte
  - Palácio de Belmonte (Palazzo di Belmonte)

### Distretto di Coimbra
- Montemor-o-Velho
  - Castelo de Montemor-o-Velho (Castello di Montemor-o-Velho)
- Penela
  - Castelo de Penela (Castello di Penela)
- Soure
  - Castelo de Soure (Castello di Soure, decreto 05/04/1949)

### Distretto di Guarda
- Figueira de Castelo Rodrigo
  - Castelo de Castelo Rodrigo (Castello di Castelo Rodrigo, decreto 04/07/1922)
- Meda
  - Castelo de Marialva (Castello di Marialva, decreto 12/09/1978)
- Pinhel
  - Castello di Pinhel (Castello di Pinhel, decreto 02/05/1950)

### Distretto di Leiria
- Leiria
  - Castelo de Leiria (Castello di Leiria, decreto 23/06/1910)

### Distretto di Lisbona
- Lisbona
  - Palácio Nacional da Ajuda (Palazzo Nazionale del Soccorso, 1910)
  - Palácio Nacional de Belém (Palazzo Nazionale di Belem, 1912)
  - Torre de Belém (Torre di Belem, decreto 10/01/1907)
- Mafra
  - Palácio Nacional de Mafra (Palazzo Nazionale di Mafra, 1910)
- Sintra
  - Castelo dos Mouros (Castello dei Mori, decreto 23/06/1910)
  - Palácio de Monserrate (Palazzo di Monserrate, 1978)
  - Palácio Nacional da Pena (Palazzo Nazionale della Piuma, 1910)
  - Palácio Nacional de Sintra (Palazzo Nazionale di Sintra, 1910)
  - Palácio Real de Queluz (Palazzo Reale di Queluz, 1910)

### Distretto di Santarém
- Ourém
  - Castelo di Ourém (Castello di Ourém, decreto 23/06/1910)
- Vila Nova da Barquinha
  - Castelo de Almourol (Castello di Almourol, decreto 16/06/1910)

### Distretto di Viseu
- São Pedro do Sul
  - Palácio de Reriz (Palazzo di Reriz)

## Alentejo

### Distretto di Portalegre
- Campo Maior
  - Castelo de Campo Maior (Castello di Campo Maior, decreto 18/03/1911)
- Gavião
  - Castelo de Belver (Castello di Belver, decreto del 06/1910)
- Nisa
  - Castelo de Amieira (Castello di Amieira, decreto n. 8447 del 10/11/1922)

## Algarve

### Distretto di Faro
- Faro
  - Cattedrale di Faro
- Vila do Bispo
  - Fortaleza de Sagres (Fortezza di Sagres, decreto 16/06/1910)
- Silves
  - Castello di Silves